# Anisobas texensis
Anisobas texensis là một loài tò vò trong họ Ichneumonidae.